# Стабилизирующий производитель
Стабилизирующий производитель — в экономике, производитель продукта (или картель производителей), который контролирует существенную долю рынка и может с минимальными издержками увеличивать или сокращать предложение продукта на рынке. Стабилизирующий производитель может благодаря этому влиять на цены и балансировать рынок. Примерами стабилизирующих производителей в разное время являлись: США, а затем Саудовская Аравия на рынке нефти; Россия на рынке калийных удобрений, компания Де Бирс на рынке бриллиантов, дореволюционная Куба на рынке сахара в США.

## Режимы
При моделировании поведения стабилизирующего производителя Д. Моркрофт (англ. John Morecroft) разделяет два режима: нормальный и наказующий. В нормальном режиме производитель реагирует на колебания рынка увеличением или уменьшением своего производства с целью поддержания стабильных цен. Однако, другие участники рынка могут воспользоваться сокращением производства стабилизирующим производителем с тем, чтобы нарастить своё производство и отобрать у стабилизирующего производителя часть рынка. В таких случаях стабилизирующий производитель переходит в наказующий режим и резко увеличивает производство продукта с целью снижения цен, которое сделает добавочное производство других производителей убыточным и принудит их к кооперации.

## Нефть из США
Компания Голдман Сакс в отчёте, опубликованном в конце 2014 года, утверждала, что стабилизирующим производителем нефти с 2014 года становятся США. Согласно отчёту, США в состоянии в течение 30 дней увеличить добычу на 5 миллионов баррелей в день, в то время как саудовские возможности ограничены 1,5 миллиона баррелей в день. Г. Шарма спорит с этим утверждением, указывая на то, что наличие большого количества мелких производителей в США делает скоординированные действия невозможными, и использует для описания значения США термин англ. buffer provider («буферный поставщик») по аналогии с буферными запасами (англ. buffer stock) (добыча сланцевой нефти при повышении цены быстро растёт — время от начала бурения до начала добычи в 2015 году доходит до 17 дней — что напоминает выброс буферных запасов на рынок).